# Aderus brouni
Aderus brouni es una especie de coleóptero de la familia Aderidae. Fue descrita científicamente por Maurice Pic en 1901.